# Ann Jansson (fotbollsspelare)
Ann Jansson, född 6 maj 1957 i Stockholm, är en svensk före detta fotbollsspelare. Janson blev den 26 juli 1974 den första svenska kvinna att göra ett landskampsmål. År 2017 invaldes Jansson i Svensk fotbolls Hall of Fame.
Janssons moderklubb är Karlbergs BK. Hon spelade därefter i Stockholms Godtemplare (1970) och Älvsjö AIK (1971) innan hon anslöt till Hammarby IF där hon spelade resten av sin karriär.